# Rychnůvek
Rychnůvek (také Německý Rychnov nebo Rychnov u Frymburku, německy Deutsch Reichenau) je zaniklá osada v nadmořské výšce kolem 750 metrů v katastrálním území Jasánky, na území obce Přední Výtoň v okrese Český Krumlov. V letech 1869–1930 byl Rychnůvek veden pod názvem Německý Rychnov jako osada obce Reiterschlag (Pasečná) v okrese Kaplice, v roce 1950 jako osada obce Frymburk v okrese Kaplice, v dalších letech jako osada zanikl.

## Historie
Osadu poprvé zmiňuje rožmberský urbář z roku 1379. V roce 1384 zde byla plebánie, později farnost; ta pak byla v roce 1783 povýšena na děkanství. V letech 1790–1856 zde existoval vikariát, který zahrnoval několik farností.

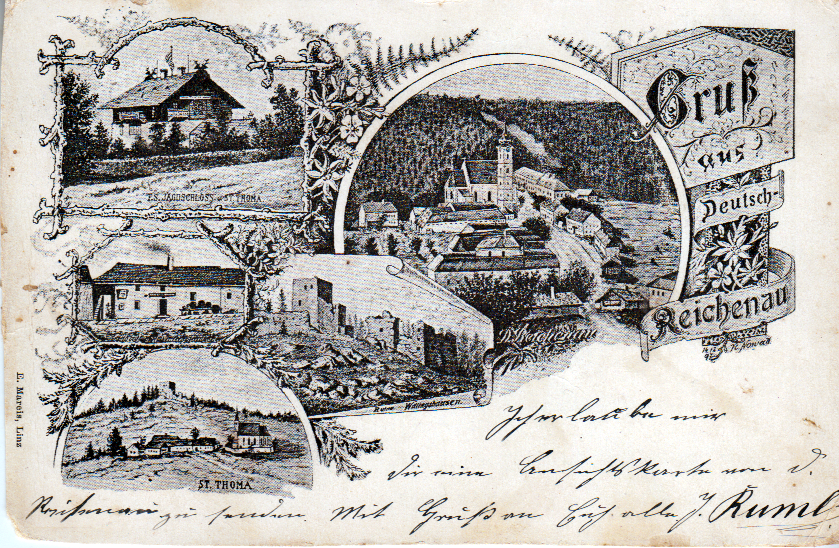
Pohlednice z roku 1899

Do farnosti Rychnůvek patřily osady Rychnůvek, Pasečná, Jasánky, Otov, Růžový Vrch, Horní Hraničná, Dolní Hraničná, Muckenschlag (Komáří Paseka), Horní Ureš, Rožnov, Pernek, Svatý Tomáš, Mezilesí (německy Multerberg), Linda, Multerberské chalupy (německy Multerberger Waldhäuser) a Lindské Chalupy.

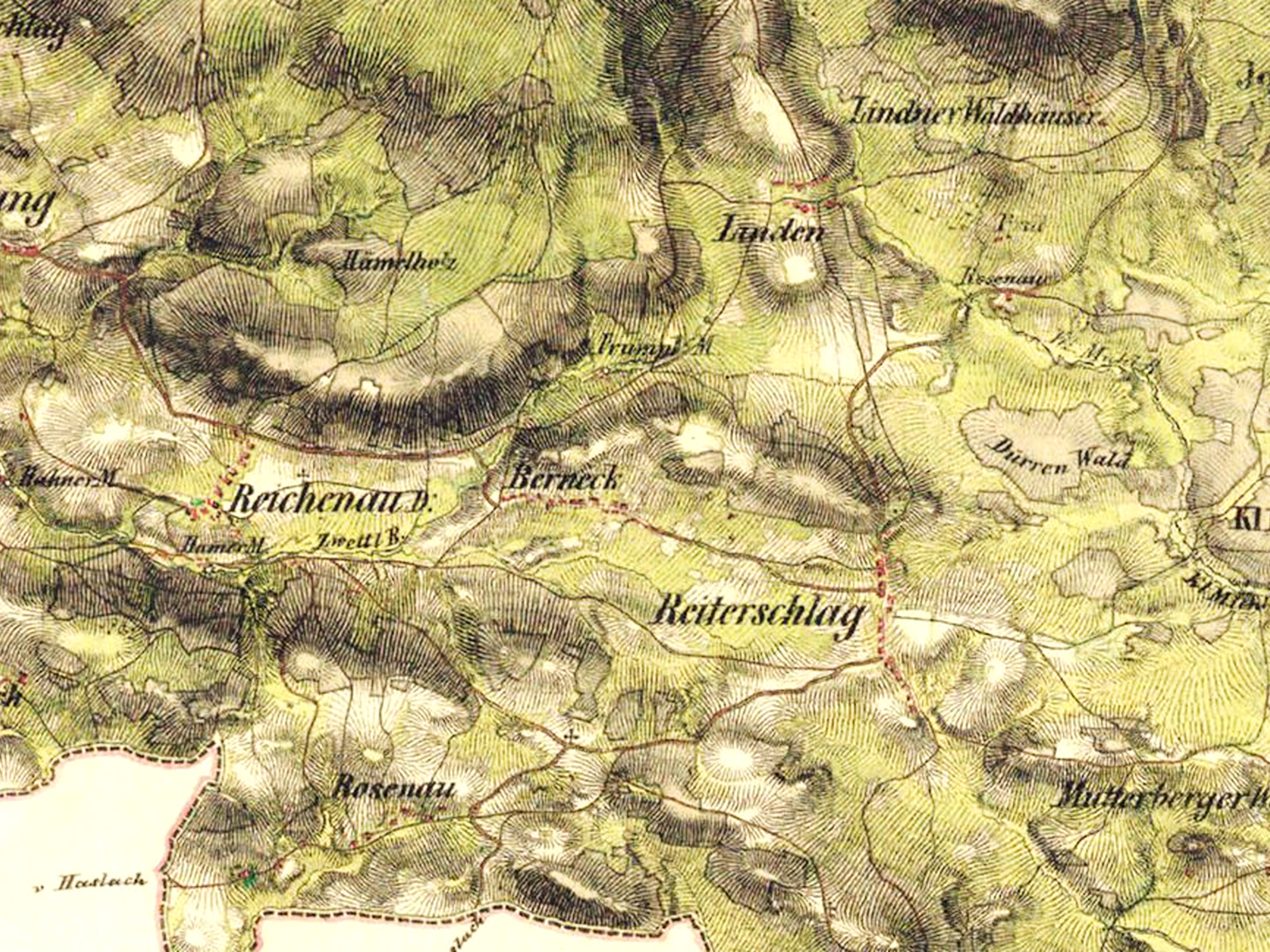
Rychnůvek (Reichenau) na mapě z poloviny 19. století

Od roku 1893 byla v Rychnůvku pošta.[zdroj⁠?!] Zdejší školu navštěvovalo až dvě stě dětí z okolí. V zimě 1904/1905 zde (podle školní kroniky) napadlo osm metrů sněhu.
Dne 21. září 1938 byl ve službě smrtelně zraněn velitel místní četnické stanice vrchní strážmistr četnictva Antonín Měsíček. U vsi Reiterschlag (Pasečná) byl ze zálohy střelen příslušníky Freikorpsu.
V roce 1930 zde stálo 49 domů a žilo 300 obyvatel. Po druhé světové válce byla většina obyvatel německé národnosti vysídlena a v roce 1950 zde žilo 62 obyvatel. V dalších letech Rychnůvek zanikl.

## Obyvatelstvo
|           | 1869 | 1880 | 1890 | 1900 | 1910 | 1921 | 1930 | 1950 |
| --------- | ---- | ---- | ---- | ---- | ---- | ---- | ---- | ---- |
| Obyvatelé | 288  | 318  | 315  | 325  | 326  | 294  | 300  | 62   |
| Domy      | 33   | 42   | 44   | 47   | 47   | 46   | 49   | 35   |

## Pamětihodnosti
Kostel svatého Václava v Rychnůvku byla původně gotická stavba ze 14. století přestavěná v roce 1673. Kostel byl jednolodní, obdélníkový. Loď byla sklenuta čtyřmi křížovými klenbami, presbytář byl sklenut křížovou klenbou, triumfální oblouk byl půlkruhový. Kruchta na dvou pilířích byla podklenuta křížovou klenbou. V roce 1959 byl kostel zbourán. Místo, kde kostel stával, je nyní označeno velkým křížem. Gotická socha Madony z 3. čtvrtletí 14. století, dříve umístěná na hlavním oltáři byla před demolicí kostela zachráněna a po celou druhou polovinu 20. století provizorně umístěna ve vitríně bočního oltáře sv. Linharta v kostele sv. Bartoloměje ve Frymburku, kam Rychnůvek farní správou v té době náležel. Někdy po roce 2005, kdy správu zaniklé farnosti převzal klášter Vyšší Brod, byla přemístěna do klášterního depozitáře a objevila se na výstavě středověkého umění pořádané v rámci české části hornorakouské Zemské výstavy 2013/14.